# Arturo Farinelli
Arturo Farinelli (Intra, 30 marzo 1867 – Torino, 21 aprile 1948) è stato un critico letterario e germanista italiano.

## Biografia
Molte notizie biografiche su Arturo Farinelli sono presenti nel suo ultimo libro autobiografico Episodi di una vita (1946). La sua iscrizione al Politecnico di Zurigo fu voluta dal padre, un commerciante che viveva a Bellinzona nel Canton Ticino, ivi emigrato con la famiglia in seguito a un'alluvione che gli aveva distrutto casa e negozio.
Il temperamento romantico indusse il giovane Farinelli a progettare una sorta di breve "fuga" in Spagna. Al suo ritorno in famiglia, si iscrisse alla facoltà di filosofia e poi a quella di filologia romanza e germanica dell'Università di Zurigo. Dopo la duplice laurea, frequentò a Parigi un corso di perfezionamento alla scuola diretta da Gaston Paris.
La sua tesi di laurea, sui rapporti tra le letterature spagnola e tedesca, fu pubblicata a Berlino nel 1892. Questo importante studio rivelò subito la sua straordinaria conoscenza delle letterature europee, nonché la sua propensione erudita a indagarne i rapporti reciproci in una visione comparatistica del movimento romantico europeo, che peraltro non riuscì mai ad approfondire. Questo limite trova riscontro nelle riserve espresse da vari studiosi suoi contemporanei, tra i quali alcuni autorevoli estimatori della sua vasta indagine. Uno di questi fu Benedetto Croce.
Nel 1896 ottenne un incarico per l'insegnamento della filologia romanza nell'Università di Innsbruck e lo mantenne per otto anni. Nel 1904 dovette sospendere le sue lezioni, in seguito ai moti irredentistici scoppiati nel novembre di quell'anno. Una volta rientrato in Italia, dopo tre anni ebbe la cattedra di lingua e letteratura tedesca all'Università degli Studi di Torino e vi rimase titolare per trent'anni, fino al 1937. Durante questo lungo periodo, per alcuni anni insegnò anche filologia romanza.
Oltre a collaborare con i principali periodici di settore, italiani e stranieri, nel 1921 fondò e poi diresse a lungo la rivista «Letterature moderne». Dal 1929 fu membro dell'Accademia d'Italia. Dal 1931, fu presidente dell'Istituto culturale italo-germanico di Colonia. Nella primavera del 1948 morì a Torino, dove negli ultimi anni aveva diretto tra l'altro la collana «I grandi scrittori stranieri» per la casa editrice UTET.
C'è chi ritiene che la sua «opera più bella e solida», oltre che tra le più congeniali, sia Il romanticismo nel mondo latino (1927), in tre volumi che comprendono anche la letteratura dell'America Latina.

## Un critico atipico
L'ampia ricerca del Farinelli fu il frutto di una «sensibilità artistica, più che critica, sempre inquieta e anelante [...] nello sforzo di aderire, attraverso una simpatia calda e cordiale, alle personalità artistiche studiate». Inoltre egli fu comparatista «non nel senso puramente filologico e storico del termine, ma perché, in senso herderiano, ogni letteratura è come una nota nel concerto della letteratura universale».
Quest'ultima appropriata immagine musicale riflette tra l'altro il particolare interesse che Farinelli nutriva per il mondo della musica e dei grandi compositori romantici, che egli conosceva e amava come pochi.

## Opere
Della vasta produzione saggistica di Arturo Farinelli - pubblicata anche nelle lingue tedesca, spagnola, francese e portoghese - si citano qui di seguito solo opere in lingua italiana:
- Don Giovanni, Torino, Loescher, 1896.
- Dante e Goethe, Firenze, Sansoni, 1900.
- Dante, Petrarca e Boccaccio in Spagna, Torino, Loescher, 1905.
- Dante e la Francia, in tre volumi, Milano, Hoepli, 1908.
- Il Faust di Goethe, Firenze, Landi, 1909.
- Il romanticismo in Germania, Bari, Laterza, 1911.
- Hebbel e i suoi drammi, Bari, Laterza, 1913.
- La vita è un sogno, in due volumi, Torino, Bocca, 1916.
- L'opera di un maestro, Torino, Bocca, 1920.
- Il sogno d'una letteratura mondiale, Roma, Leonardo, 1922.
- La tragedia di Ibsen, Bologna, Zanichelli, 1923.
- Byron e il byronismo, Bologna, Zanichelli, 1924.
- Petrarca, Manzoni, Leopardi, Torino, Bocca, 1924.
- Divagazioni erudite, Torino, Bocca, 1925.
- Poesia germanica, Milano, Corbaccio, 1925.
- Umanità, Milano, Corbaccio, 1925.
- Marrano. Storia di un vituperio, Ginevra, Volschki, 1925.
- Arturo Graf, in «Nuova Antologia», gennaio-settembre 1925, pp. 3-24.
- Discorsi bresciani, Padova, Cedam, 1926.
- Il romanticismo nel mondo latino, in tre volumi, Torino, Bocca, 1927.
- Beethoven e Schubert, Torino, Bocca, 1929.
- Italia e Spagna, in due volumi, Torino, Bocca, 1929.
- I grandi scrittori stranieri (collana di 100 volumi diretta da Arturo Farinelli), Torino, UTET, 1931.
- Johan Caspar Goethe. Viaggio in Italia (a cura di A. Farinelli), Roma, R. Accademia d'Italia, 1932.
- Goethe, Torino, Paravia, 1933.
- Francesco De Sanctis, Roma, R. Accademia d'Italia, 1934.
- Attraverso la poesia e la vita, Bologna, Zanichelli, 1935.
- Leopardi, Roma, R. Accademia d'Italia, 1937.
- Chiabrera, Urbino, R. Istituto dell'arte del libro, 1939.
- Leonardo e la natura, Torino, Bocca, 1939.
- Nel mondo della poesia e della musica, in due volumi, Roma-Torino, Casa editrice Nazionale, 1940.
- Nuovi saggi e nuove memorie, Torino, Paravia, 1942.
- Byron e Ibsen, Torino, Bocca, 1944.
- Critici del mio tempo, Galatina, Tipografia Vergine, 1946.
- Episodi di una vita, Milano, Garzanti, 1946.